# Neohibolites
Neohibolites is een geslacht van uitgestorven mollusken, dat leefde tijdens het Krijt.

## Beschrijving
Deze belemniet had een slank, spoelvormig rostrum (een inwendig gelegen sigaarvormige structuur van voornamelijk radiair gelaagd calciet), een diepe, afgeronde alveole (conische holte in rostrum) en aan de voorzijde een ventrale groeve. Het proöstracum was de tongvormige voortzetting aan de bovenzijde van het phragmocoon, het gekamerde gedeelte van de schelp, dat door septa in kamers was ingedeeld en waar de sipho doorheen liep. Het phragmocoon paste in de alveole van het rostrum. De normale lengte van de schelp bedroeg ongeveer drieëntwintig centimeter.

## Leefwijze
Dit geslacht bewoonde warme zeeën in de neritische zone en voedde zich met kleine prooidieren.